# Jörg Böckem

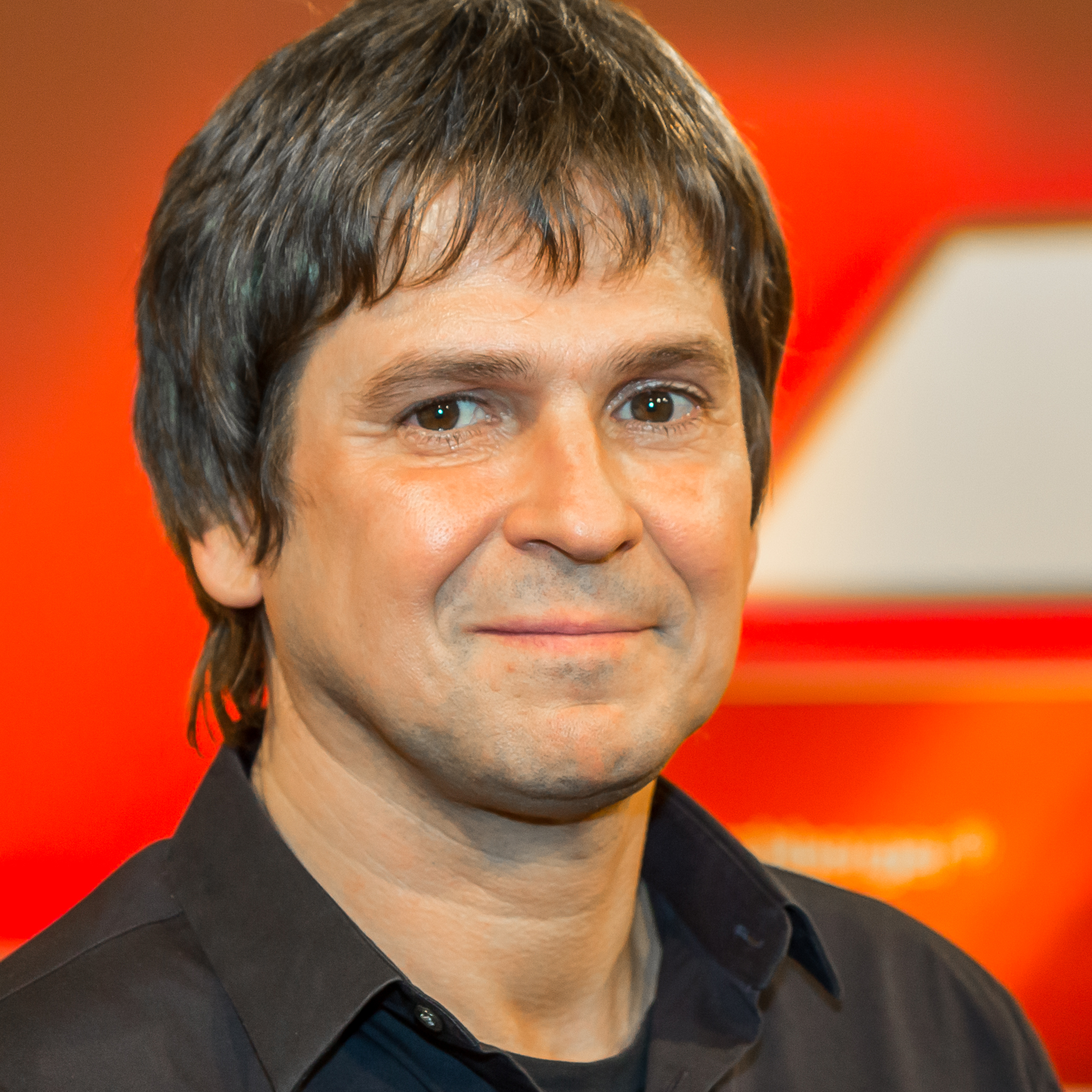
Jörg Böckem, 2017

Jörg Böckem (* 15. Januar 1966 bei Erkelenz) ist ein deutscher Journalist und Autor, der mit einem autobiografischen Buch über seine Heroinsucht Aufsehen erregte. Er schreibt für Zeitungen und Magazine wie Die Zeit, Der Spiegel und Jetzt. Außerdem arbeitete er für das von 1986 bis 1996 erschienene Magazin Tempo.

## Leben
Jörg Böckem wurde in einem Dorf nahe der niederrheinischen Kleinstadt Erkelenz geboren, als Sohn eines Handwerkers und einer Arzthelferin. Der Vater, gelernter Eisenschmied, machte eine Weiterbildung zum Heizungsmonteur. Die Mutter gab ihren Beruf auf, um sich ganz der Erziehung des Kindes widmen zu können. Sie entschied auch, dass ihr Sohn keinen Kindergarten besuchen sollte. Als Jugendlicher verhielt sich Böckem rebellisch. Er fand Gefallen daran, sich als Klassen- und später Schulsprecher mit Lehrern und Direktoren verbal zu duellieren, sich für Rockkonzerte an der Schule einzusetzen und auf sämtliche Demos zu gehen. Nach Experimenten mit Drogen wie Haschisch und LSD konsumierte er mit 18 Heroin. Schon damals schrieb er detaillierte Berichte über seine Erfahrungen mit Drogen.
2004 erschien nach dem dritten, diesmal erfolgreichen Entzug sein autobiografisches Buch Lass mich die Nacht überleben bei DVA. Es behandelt sein Leben als Heroin-Junkie und seinen schwierigen Weg aus der Sucht. Die Enthüllung seines Doppellebens ermutigte Suchtkranke, sich ihm anzuvertrauen. Er sprach mit vielen und traf sich mit sieben von ihnen, um ihre Geschichten vom Weg in die Sucht und manchmal wieder aus ihr heraus in einem weiteren Buch festzuhalten. Es erschien 2006 unter dem Titel Danach war alles anders ebenfalls bei DVA. 
Seit 2001 konsumiert Jörg Böckem keine Stimulanzien mehr. Als Folge seiner langjährigen Sucht litt er an einer Hepatitis-C-Erkrankung, die er durch eine zwölfmonatige Therapie im Jahr 2007 überwand. Darüber berichtete er auf Spiegel Online in einem Therapie-Tagebuch. Er lebt in Hamburg und ist Vater zweier Kinder.

## Werke
- Lass mich die Nacht überleben. DVA, 2004 (als Hörbuch bei RoofMusic, 2005) 
  - erweiterte Neuauflage: Lass mich die Nacht überleben. Mein Leben als Journalist und Junkie. Junius, Hamburg 2024, ISBN 978-3-96060-586-7.
- Danach war alles anders. DVA, 2006
- Freitags Gift. DVA, 2009

Böckem hat bei drei weiteren Werken zum Thema Sucht mitgewirkt:
- Jugend Sucht Sinn. Ueberreuter, 2005
- Mit 17 hat man noch Träume. dtv, 2006
- High sein. Rogner & Bernhard, 2015